# Luigi Piavi
Luigi Piavi OFMObs (ur. 17 marca 1833 w Rawennie, zm. 24 stycznia 1905 w Jerozolimie) – włoski duchowny rzymskokatolicki, misjonarz, dyplomata papieski, łaciński patriarcha Jerozolimy.

## Biografia
Luigi Piavi urodził się 17 marca 1833 w Rawennie w Państwie Kościelnym. 22 grudnia 1855 otrzymał święcenia prezbiteriatu i został kapłanem Zakonu Braci Mniejszych Obserwantów. Trzy tygodnie później wyruszył na Bliski Wschód. Pracował w Harisie, Aleppo, Bejrucie oraz wśród Koptów w Egipcie.
14 listopada 1876 papież Pius IX mianował go wikariuszem apostolskim Aleppo, delegatem apostolskim w Syrii oraz arcybiskupem in partibus infidelium Siunii. 26 listopada 1876 przyjął sakrę biskupią z rąk prefekta Kongregacji Rozkrzewiania Wiary kard. Alessandra Franchi. Współkonsekratorami byli konsultant sekcji ds. Wschodnich Kongregacji Rozkrzewiania Wiary, arcybiskup tytularny Neocaesarea in Ponto Edward Henry Howard oraz biskup tytularny Boliny Ignazio Persico OFMCap.
28 sierpnia 1889 papież Leon XIII mianował go łacińskim patriarchą Jerozolimy. Równocześnie pełnił funkcję Wielkiego Mistrza Zakonu Rycerskiego Grobu Bożego w Jerozolimie. Zmarł 24 stycznia 1905 na zapalenie płuc. Pochowany w Konkatedrze Najświętszego Imienia Jezus w Jerozolimie.